# 戈麦斯爵士镇
戈麦斯爵士镇是巴西米纳斯吉拉斯州的一个市镇。总面积1042.882平方公里，总人口3087人，人口密度3人/平方公里。